# Jan Køpke Christensen
Jan Køpke Christensen (født 9. april 1955 i Løjt Kirkeby) er en dansk journalist, lærer og politiker, der siden 2022 har været medlem af kommunalbestyrelsen i Aabenraa Kommune. Landspolitisk var han senest opstillet til Folketinget i 2022 for Nye Borgerlige.

## Politisk karriere
Jan Køpke Christensen har gennem sin politiske karriere hørt til fire partier. Han begyndte som medlem af Fremskridtspartiet, skiftede derefter til Konservative Folkeparti og gik videre til Venstre. I efteråret 2016 meldte han sig så ind i Nye Borgerlige.
Som ung blev Jan Køpke Christensen medlem af Fremskridtspartiets Ungdom og formand for foreningen i Aabenraa i 1975-77, fulgt af formandskab for foreningen i Sønderjyllands Amt 1977-80. Han var også medlem af foreningens hovedbestyrelse 1977-79.
Jan Køpke Christensen blev medlem af amtsbestyrelsen i Sønderjyllands Amt for Fremskridspartiet 1984, hvor han sad til 1987. I samme periode var han sekretær for partiet i Aabenraa. Han var medlem af Aabenraa Kommunalbestyrelse fra 1990 og igen i amtsrådet fra 1998.
I 1988 blev han folketingskandidat i Aabenraakredsen, og i 1989 blev han medlem af Folketinget for Fremskridtspartiet; her sad han til 1998. Han var i den periode blandt andet formand for Folketingets Sundhedsudvalg og bestred en række ordførerposter. Han var endvidere partigruppens politiske ordfører 1994-95.
I 1998 meldte han sig ud af Fremskridtspartiet som reaktion på Mogens Glistrups måde at fremføre flygtninge og indvandrerpolitikken og han blev dermed løsgænger i byrådet og amtsrådet. Kort efter forsøgte han at blive medlem af det Konservative Folkeparti, men blev i første omgang ikke accepteret af dette parti. Det ændrede sig dog snart, og fra 1999 var han folketingskandidat for de Konservative. Han var også spidskandidat ved EU-Parlamentsvalget 2009 for Konservative i Sydjyllands Storkreds.
Han trak sig som folketingskandidat for De Konservative i Sydjyllands Storkreds og blev kort efter menigt medlem af Venstre.
I 2016 skiftede Køpke Christensen til Nye Borgerlige. Han var for dette parti kandidat til kommunalbestyrelsen i Aabenraa, kandidat til regionsrådet i Syddanmark samt folketingskandidat i Sydjyllands Storkreds.
Jan Køpke blev ved kommunalvalget i 2021 valgt til Aabenraa Byråd. Her fik Nye Borgerlige fik 6,7% af stemmerne i kommunen svarende til to byrådsposter. I november 2023 forlod Køpke Christensen Nye Borgerlige efter en periode med interne uoverensstemmelser i partiets lokalafdeling i Aabenraa. og beskyldninger om krænkende adfærd og pengemisbrug rettet mod Køpke Christensen I byrådet er han formand for Sundheds- og Forebyggelsesudvalget og næstformand for Social- og Seniorudvalget.

## Civil karriere
Jan Køpke Christensen er oprindeligt uddannet håndværker og blev efterfølgende erhvervsskolelærer. Han blev ansat som sådan ved Aabenraa Tekniske Skole i 1978 og fra 1994 på Erhvervsuddannelses Center Syd. Senere ansat som journalist og har arbejdet inden for dette fag ved forskellige medier, bl.a. ALT tv - Aabenraa Lokal TV hvor han også var stationsleder.